# Reato ministeriale
Il reato ministeriale è una tipologia di reato prevista dall'ordinamento giuridico italiano, così detto poiché commessa dei membri del governo italiano.
Si tratta di ipotesi di reato commesso nell'esercizio delle funzioni ministeriali (solitamente contro la pubblica amministrazione) dal Presidente del Consiglio o da un ministro. La materia è disciplinata direttamente dall'articolo 96 della Costituzione della Repubblica Italiana; competente a giudicare in tema è il Tribunale dei ministri.

## Storia
Prima del varo della legge costituzionale 16 gennaio 1989, n. 1, l'articolo 96 della costituzione italiana prevedeva che il Presidente del Consiglio e i ministri potessero essere messi in stato d'accusa dal Parlamento in seduta comune per quanto atteneva ai reati commessi nell'esercizio delle loro funzioni. Dopo lo scoppio dello scandalo Lockheed in Italia nel 1977 - che portò alla condanna di fronte alla Corte costituzionale del ministro della difesa Mario Tanassi - la procedura si dimostrò inefficace.
Con il referendum abrogativo del 1987 vennero abolite del tutto le disposizioni legislative riguardanti le commissioni inquirenti, ossia quelle commissioni bicamerali d'inchiesta che istruivano le denunce pervenute a carico dei ministri.

## Disciplina normativa
Per effetto del referendum abrogativo del 1987 in tema di commissione inquirente, la disciplina procedurale per i reati ministeriali è stata riformata. Sul punto è intervenuta una legge di revisione costituzionale che, riformulando l'art. 96, ha previsto che a giudicare sui suddetti reati sia la magistratura ordinaria e non più la Corte costituzionale in composizione integrata; ciò avviene previa autorizzazione della Camera a cui l'indagato appartiene (Camera dei deputati o Senato della Repubblica). Se il membro del governo inquisito non è un parlamentare, l'autorizzazione a procedere verrà richiesta al Senato.
La richiesta viene avanzata dal cosiddetto "Tribunale dei ministri"; la Camera competente può negarla nel caso in cui l'inquisito «abbia agito per la tutela di un interesse dello Stato costituzionalmente rilevante o per il perseguimento di un preminente interesse pubblico nell'esercizio delle funzioni di governo». La stessa Camera deve poi autorizzare le eventuali misure limitative della libertà personale. Nella fase di giudizio, comunque, nei confronti del presidente del Consiglio dei ministri e dei ministri non può essere disposta alcuna pena accessoria che comporti la sospensione dal loro ufficio. 
Per qualsiasi altro reato, non commesso nell'esercizio delle proprie funzioni, il ministro o il Presidente del Consiglio rispondono al pari di qualsiasi altro cittadino. In questo caso saranno possibili anche l'irrogazione provvisoria o definitiva di pene che portano alla decadenza dell'incarico ministeriale.